# 408 př. n. l.

## Narození
- ? – Eudoxos z Knidu, řecký astronom, matematik a filozof († 355 př. n. l.)

## Hlava státu
- Perská říše – Dareios II. (423 – 404 př. n. l.)
- Egypt – Dareios II. (423 – 404 př. n. l.)
- Bosporská říše – Satyrus (433 – 389 př. n. l.)
- Sparta – Pausaniás (409 – 395 př. n. l.) a Ágis II. (427 – 399 př. n. l.)
- Athény – Diocles (409 – 408 př. n. l.) » Euctemon (408 – 407 př. n. l.)
- Makedonie – Archeláos (413 – 399 př. n. l.)
- Epirus – Tharrhypas (430 – 392 př. n. l.)
- Odryská Thrácie – neznámý vládce (410 – 408 př. n. l.) » Amadocus I. (408 – 389 př. n. l.)
- Římská republika – tribunové C. Iulius Iullus, C. Servilius Ahala a P. Cornelius Cossus (408 př. n. l.)
- Kartágo – Hannibal Mago (440 – 406 př. n. l.)